# Geir Karlsen
Geir Karlsen, född 1965, är en norsk affärsman. Han är före detta verkställande direktör och nuvarande finansdirektör för Norwegian Air Shuttle, det största flygbolaget i Skandinavien och det tredje största lågprisflygbolaget i Europa.
Innan han kom till Norwegian Air Shuttle arbetade Geir Karlsen för Golden Ocean Group och Songa Offshore. Därefter innehade han befattningen som finansdirektör för Navig8-gruppen med säte i London.
Från april 2018 till juli 2019 är han finanschef för det skandinaviska flygbolaget.
Geir Karlsen har en examen i företagsekonomi från Handelshøyskolen BI.